# Alpinia calcarata
Alpinia calcarata là một loài thực vật có hoa trong họ Gừng. Loài này được (Haw.) Roscoe mô tả khoa học đầu tiên năm 1807.

## Hình ảnh

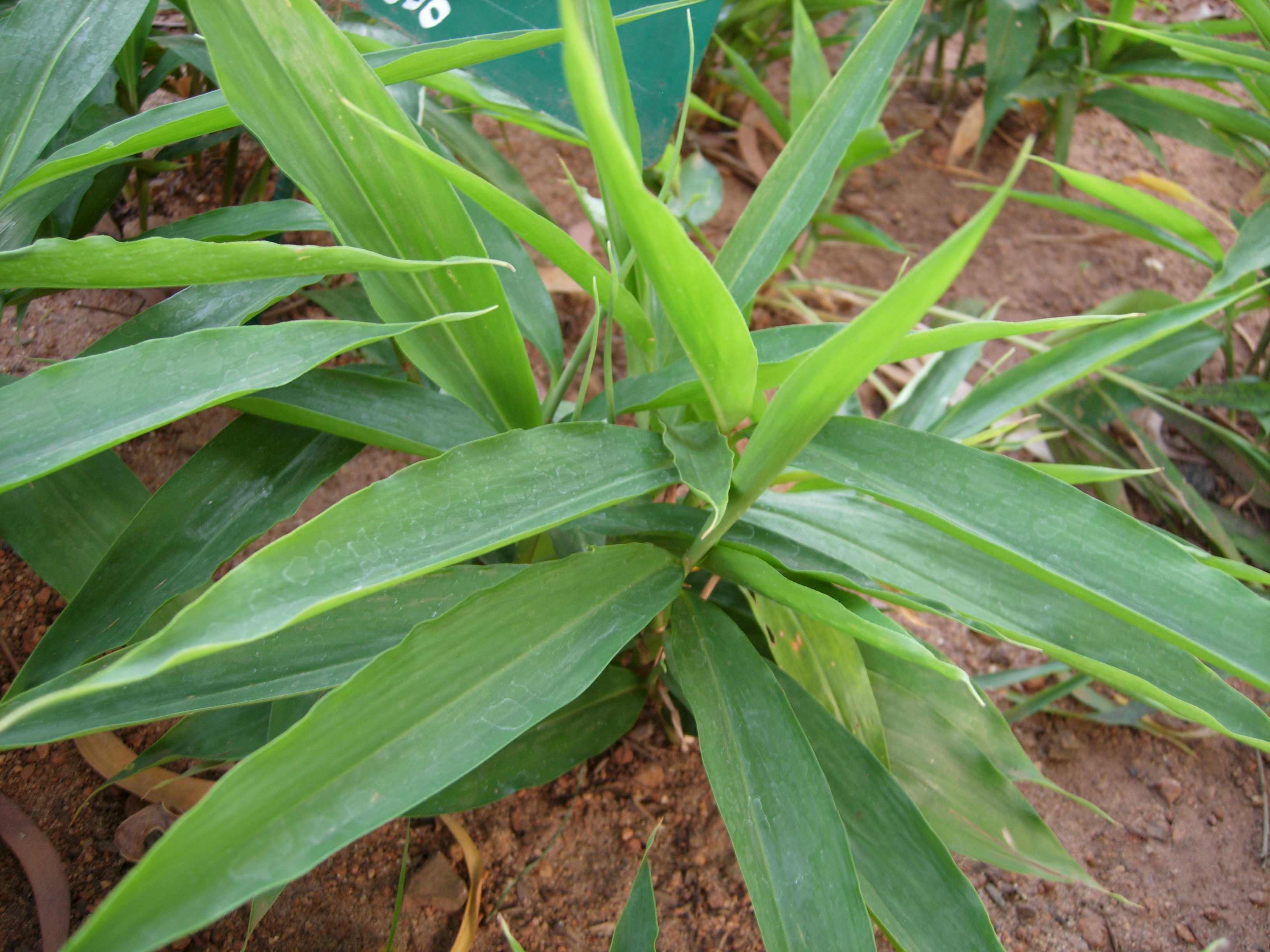
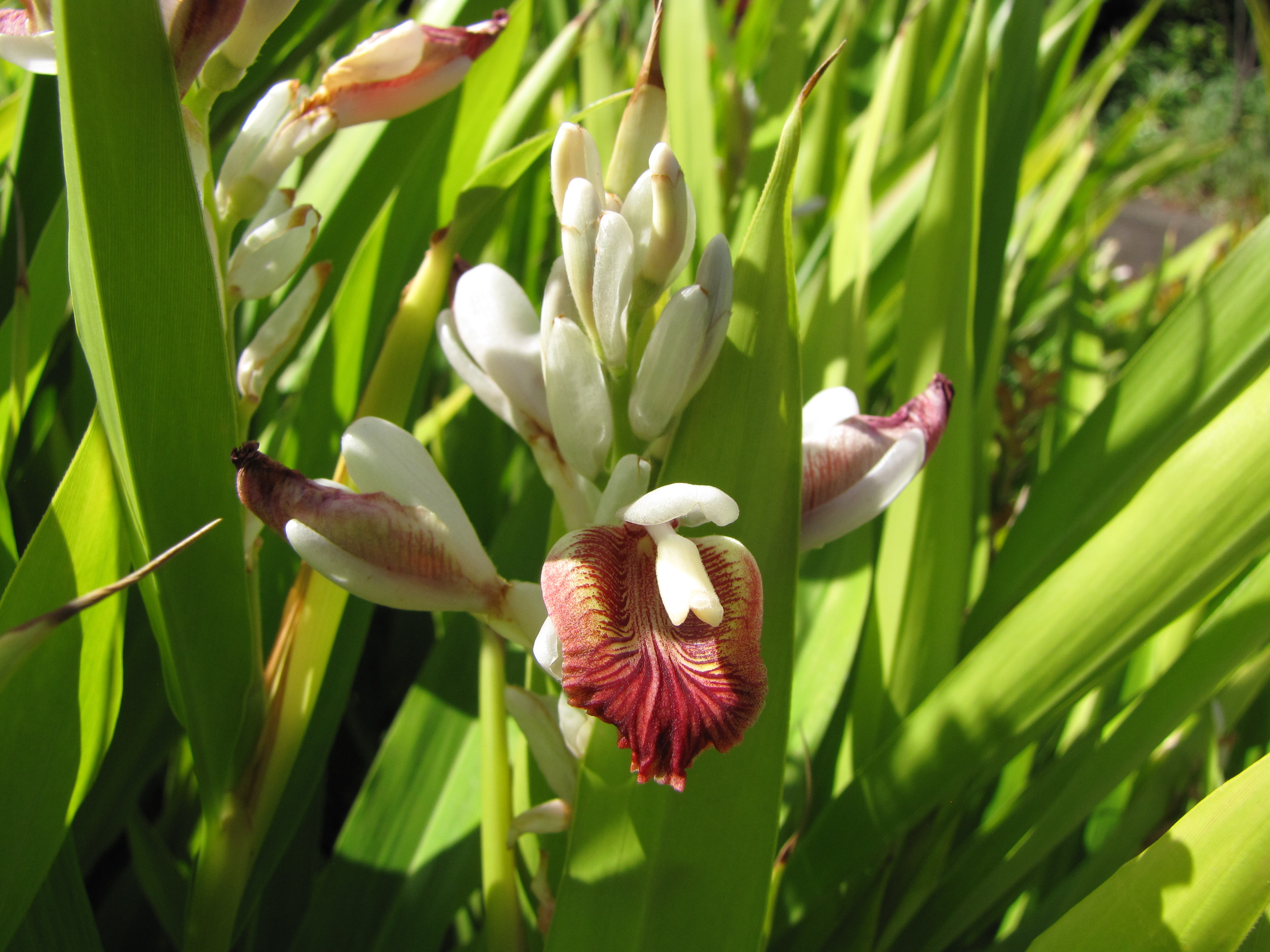
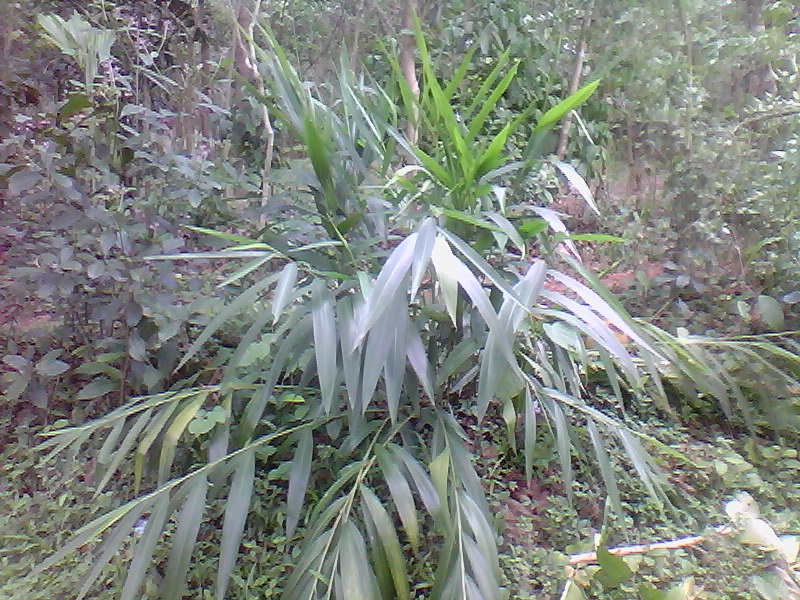
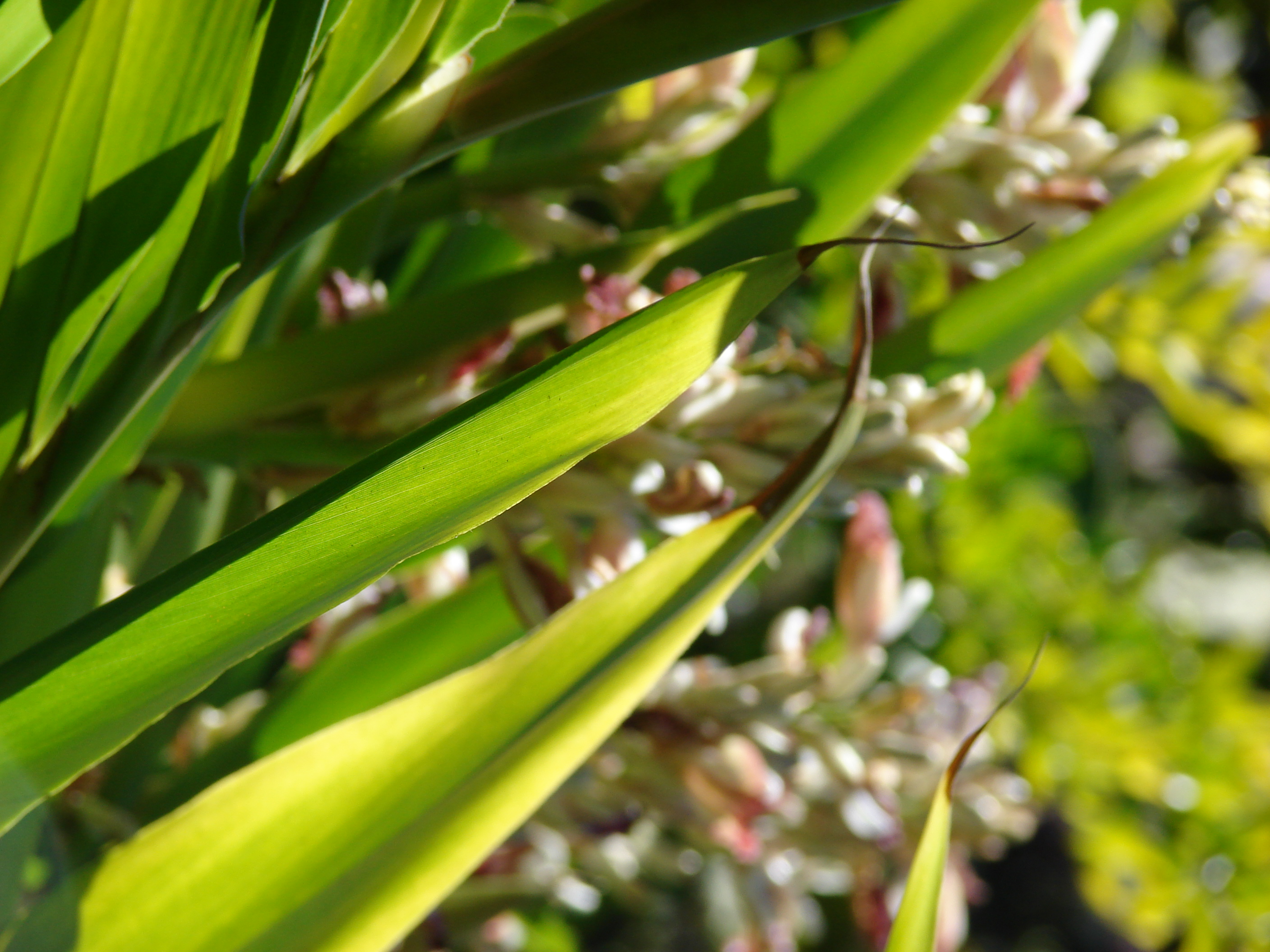